# Rivula ethiopina
Rivula ethiopina är en fjärilsart som beskrevs av George Francis Hampson 1926. Rivula ethiopina ingår i släktet Rivula och familjen nattflyn. Inga underarter finns listade.